# Aalkloppa
Aalkloppa är en ö i Finland. Den ligger i Bottenhavet och i kommunen Euraåminne (tidigare Luvia) i den ekonomiska regionen  Björneborgs ekonomiska region i landskapet Satakunta, i den sydvästra delen av landet. Ön ligger omkring 24 kilometer väster om Björneborg och omkring 240 kilometer nordväst om Helsingfors.
Öns area är 2 hektar och dess största längd är 240 meter i sydöst-nordvästlig riktning.